# Manfred Trenz
Manfred Trenz (* 29. listopadu 1965 v Saarbrückenu -Německo). Tvůrce kultovního titulu Turrican pro Commodore 64, podílel se významně také na herních legendách R-Type a The Great Giana Sisters.

## Přehled (spolu)vytvořených her
- The Great Giana Sisters (C64, 1987)
- Katakis (C64, 1988)
- R-Type (C64, 1988)
- Turrican (C64, 1990)
- Turrican 2 (C64/Amiga, 1991)
- Super Turrican (NES, 1992)
- Enforcer (C64, 1992)
- Rendering Ranger (SNES, 1995)
- Micro Machines V3 (Game Boy Color, 2000)
- CT Special Forces (PlayStation, 2003)
- Meine Tierpension (Nintendo DS, 2006)
- Meine Tierarztpraxis (Game Boy Advance, 2006)